# Distretto di Samarcanda
Il distretto di Samarcanda (usbeco Samarqand) è uno dei 14 distretti della regione di Samarcanda, in Uzbekistan. Il capoluogo è Gulabad.